# Köszönés

Az üdvözöllek szó megfelelői, hasonló feliratot sok helyen láthatunk, ezzel üdvözlik a különféle nemzetek látogatóit

A köszönés a kommunikáció egy formája, mely során emberek szándékoltan egymás tudtára hozzák jelenlétüket, figyelmet mutatnak, és egyben valamilyen emberközi viszonyt fejeznek ki (általában szívélyest, például tisztelet, barátság, szeretet, hódolat). Ugyanúgy lehet az egyének vagy csoportok közötti társadalmi státusz (formális és informális) kifejezője. Köszönést sokszor közvetlen a társalgás elindítására használnak, vagy elhaladáskor köszöntik egymást az emberek, mint például az utcán. A köszönési szokások nagyban függenek a kultúrától, szituációspecifikusak és változhatnak a kultúrán belül is a családi és szociális viszonyok függvényében, de mégis minden kultúrában jelen vannak. A köszönést hanggal és érintéssel is ki lehet fejezni, és gyakran mindkettő részt vesz a köszönésben. Ez a téma kizárja a katonai és ünnepi köszöntéseket, de magában foglal a gesztusoktól eltérő szertartásokat is. Egy köszönés (köszöntés) írott kommunikációban is kifejezhető, mint például levélben és e-mailben.
Egyes korok és kultúrák nagyon gondosan kidolgozott köszöntési szokásokkal rendelkeztek, például az uralkodó köszöntése. Ezzel szemben, egyes titkos társaságok gyakran titkos, rejtett köszöntéseket használtak, mint például egy titkos kézfogás, amely segítségével egy bizonyos körhöz tartozó emberek felismerték egymást.
Egyes nyelvekben és kultúrákban ugyanaz a szó, vagy gesztus használatos a köszöntésre és a búcsúzásra is. Például a "szia" magyarul, "Good day" angolul, "aloha" Hawaii nyelven, "shalom" héberül, "namaste" hindiül és a "ciao" olaszul. A meghajlás és kézfogás szintén használatos köszöntésre és elbúcsúzásra is.
A katolikusok között 1728 óta XIII. Benedek pápa ajánlatára a dicsértessék a Jézus Krisztus üdvözlés van szokásban, erre a válasz a mindörökké ámen

## Üdvözlő gesztusok

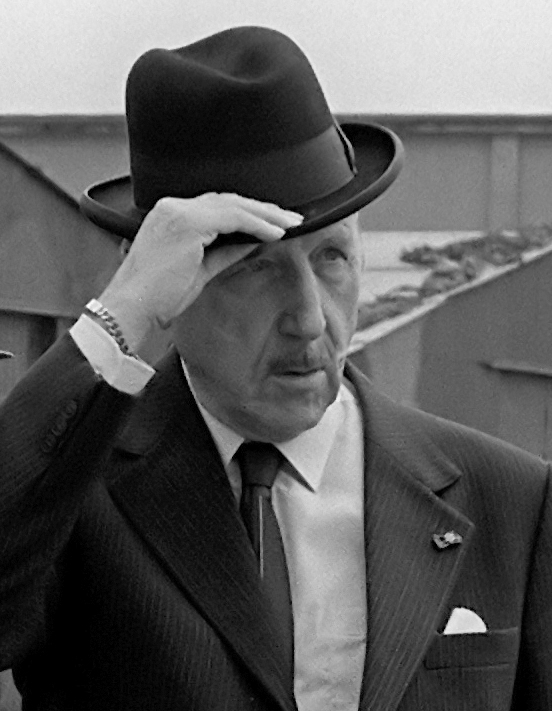
Joseph Luns, a NATO főtitkára megemeli kalapját egy katonai felülvizsgálaton, 1983-ban. Ez a gesztus mára már régimódinak számít, de egykor mindennapos volt.

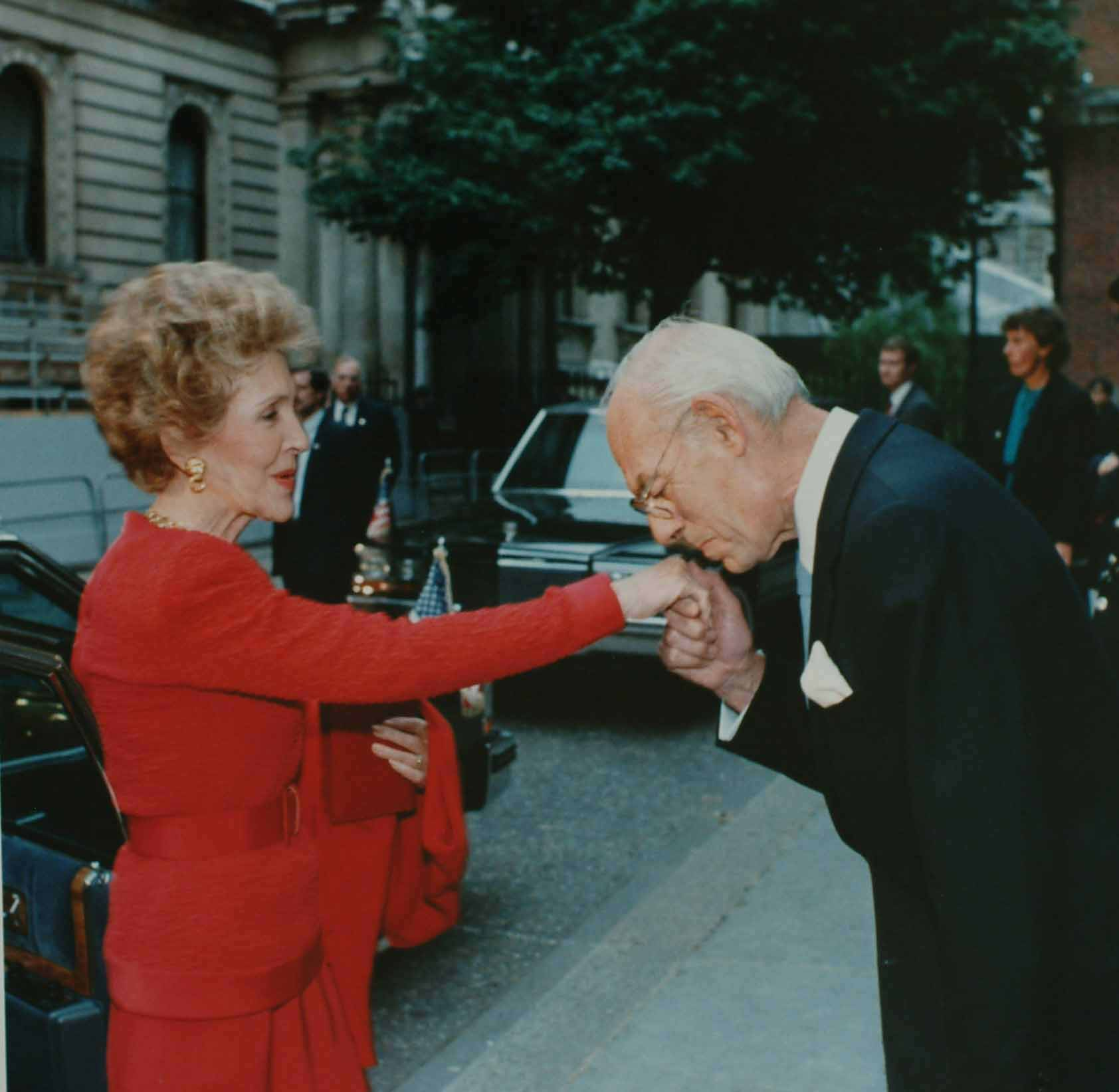
Denis Thatcher, az Egyesült Királyság volt miniszterelnöke, Margaret Thatcher férje kézcsókkal köszönti a volt amerikai first ladyt, Nancy Reagant 1988-ban

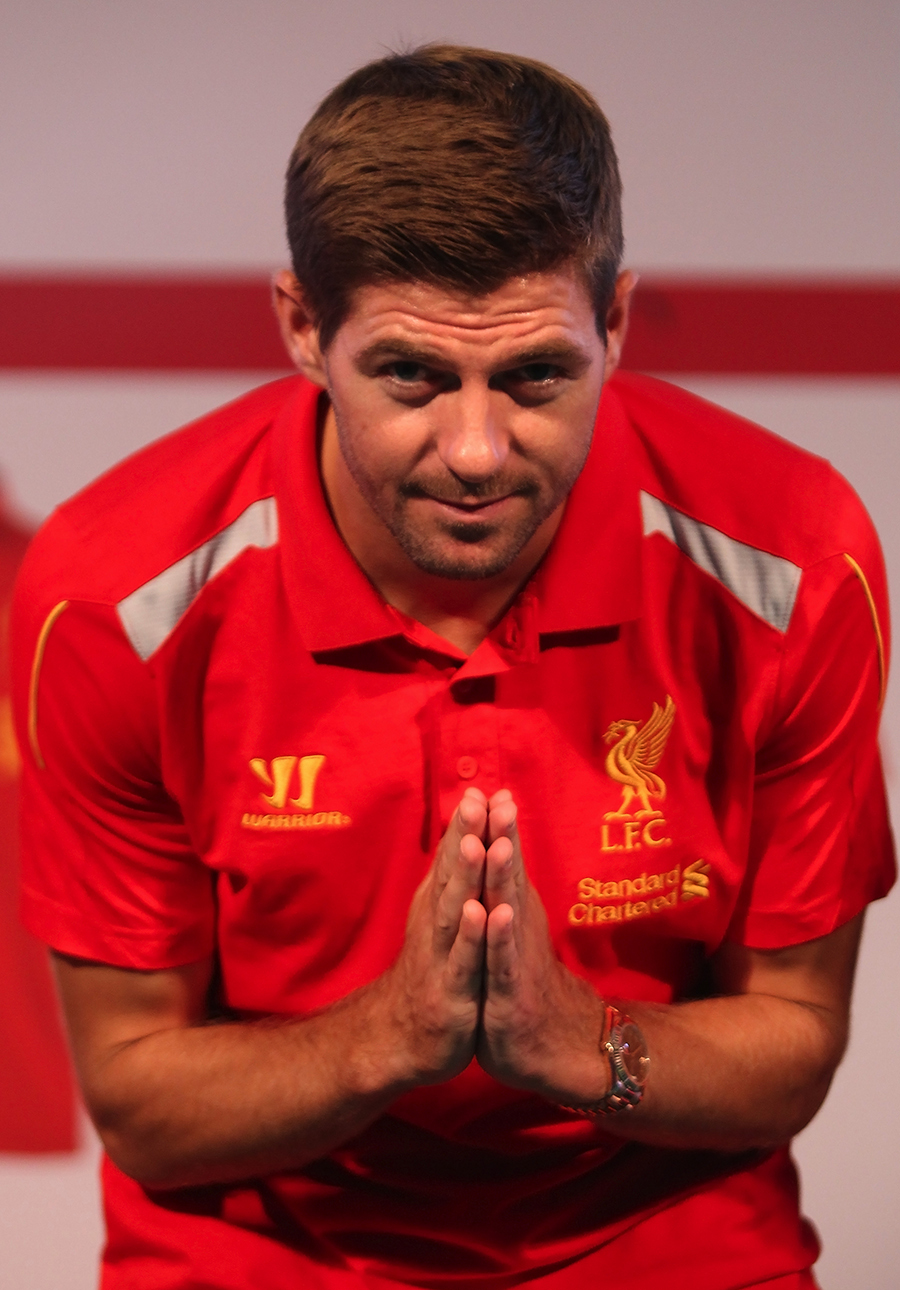
Steven Gerrard egy Wai-t hajt végre

A köszönés elemei lehetnek formális kifejezések, puszik, csókok, kézfogások, ölelések, és egyéb gesztusok. A köszöntés formáját a társadalmi etikett határozza meg, ezen belül pedig az egyes emberek közötti konkrét viszony.
A formális köszöntésen kívül, amely magában foglalhat szóbeli megnyilatkozást és olykor kézfogást, arckifejezések, gesztusok, testbeszéd és szemkontaktus is mind jelezhetik, hogy milyen köszönés várható el. A gesztus a legegyértelműbb jelzés, például ha valakit tárt karokkal köszöntünk, jelzi, hogy ölelésre számítunk. Ezzel szemben, a keresztbe tett karok a barátságtalanság jele lehet. Az arckifejezés, a testbeszéd és a szemkontaktus mind megmutathatják az érdeklődés szintjét és az érzelmeket. A szemöldökráncolás, vagy csökkentett szemkontaktus utalhat az érdeklődés alacsony fokára, a mosoly pedig a szíveslátás jele.
Sok különféle gesztust használnak egyszerű köszöntésként szerte a világon. A nyugati kultúrákban a kézfogás nagyon gyakori, bár sok finom változata van, például a fogás erősségétől függően, vagy attól, hogy kinek a keze dominál, vagy használják-e a bal kezet.
A történelem során, amikor a férfiak az utcán kalapot viseltek, a férfi köszöntés az ismerősökkel szemben gyakran tartalmazott kalapemelést, biccentést, vagy a kalap megemelését. Az alapgesztus mindennapos maradt középkortól kezdve egészen a 20. század közepéig, amíg a férfiak felhagytak a mindennapos kalapviseléssel. A kalapemelés eleinte az alárendelt viszony kiemelésére szolgált, amikor egy felsőbb osztályú személlyel való találkozásban csak az alárendelt hajtotta végre ezt a cselekedetet. Ez aztán XIV. Lajos francia király uralkodása alatt megváltozott, aki ugyanis minden hölggyel való találkozáskor legalább megérintette a kalapját. A gesztust nők sosem használták, számukra a fej leplezése a szerénység kifejezésének kelléke volt.
Az arab salaam kifejezés (szó szerint "béke", a köszöntés szóbeli része), arra a köszönési formára utal, amikor a jobb kezüket szívükre teszik a kézfogás előtt és után.
Egy kínai köszönés során a jobb öklüket a bal tenyerükbe helyezik, és mindkettőt kétszer vagy háromszor előre vagy hátra rázzák. Ezt meghajlás vagy fejbiccentés is kísérheti. A gesztust köszöntéskor és távozáskor, de köszönetnyilvánításkor vagy bocsánatkéréskor is használják.
Indiában gyakran találkozni a Namaste köszöntéssel (vagy a "Sat Sri Akal"-lal a sikhek közt). Ekkor a tenyerüket összeteszik és a szívhez tartják, a fejet enyhén meghajtva.
Indonéziában, ahol a kultúrák és vallások nagy változatosságával találkozhatunk, sokféle köszöntést fejeznek ki, a magasan rétegződött jávai társadalom formalizált üdvözlésétől a külső szigetek inkább egalitárius és praktikus köszönéseiig.
Thaiföldön egy wai nevű gesztust használnak, ahol a tenyereket összeteszik az orr magasságában, és meghajolnak. A wai hasonlít a japán buddhista gasshohoz. Thaiföldön a férfiak és a nők összeteszik két tenyerüket és enyhén meghajolnak, miközben azt mondják: "Sawadee ka" (nő) vagy "Sawadee krap" (férfi).

### Csókok, puszik
Európában a felsőbb osztályokon belül a korai újkorban egy férfi hagyományos köszöntése a nő irányába a kézcsók volt - meghajolt, a jobb kezével megtartotta a nő jobb kezét és megcsókolta. A közelség nagyon alacsony foka esetében a kezet csak megtartották de nem csókolták meg. A legformálisabb változatban a férfi le is térdelt, ez mára csak a menyasszonykéréskor használatos már, romantikus gesztusként.
Az arcra puszi elterjedt Európában és Dél-Amerikában is, Dél-Európában és pár közép-európai országban pedig a standard köszönési formává vált.
Amellett, hogy az arcrapuszi egy közös köszönési forma sok kultúrában, minden országnak és régiónak megvan a maga stílusa és módszere. Oroszországban, Lengyelországban, Szlovéniában, Szerbiában, Macedóniában, Montenegróban, Hollandiában, Iránban és Egyiptomban szokás háromszor, másik orcára puszit adni váltogatva, de Bosznia és Hercegovinában két puszit adnak. Az olaszok, magyarok, románok általában kétszer köszönnek üdvözléskor, Mexikóban és Belgiumban csak egy puszi szükséges. Galapagoson a nők csak a jobb orcára adnak puszit és Omanban nem szokatlan, hogy a férfiak kézfogás után egymás orrát megpuszilják. A francia kultúra elfogad többféle köszöntési módszert, a régiótól függően. Franciaországban a két puszi a leggyakoribb, de Provance-ban három puszit adnak, Nantes-ban pedig négyet. Finistère-ben, Brittany nyugati csücskében, és Deux-Sèvres-ben, a Poitou-Charentes-i régióban egy puszit adnak.

### Egyéb köszönési formák

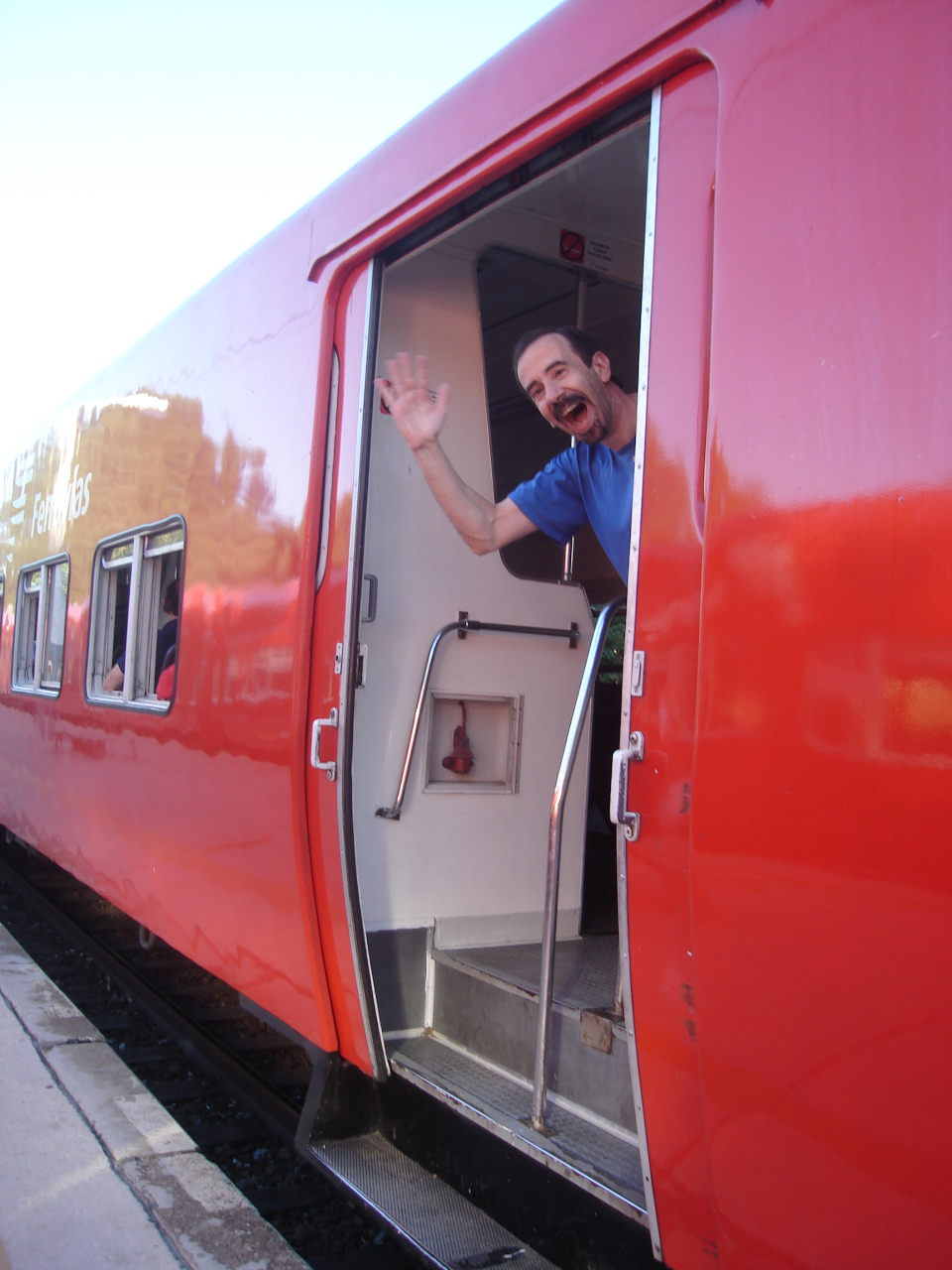
Integetés

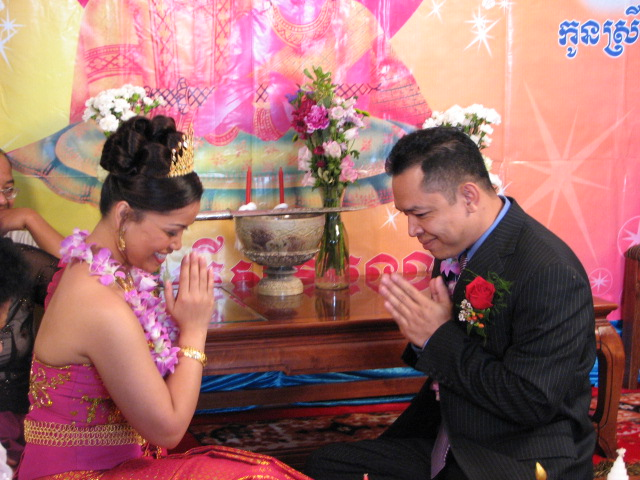
Sampeah (kambodzsai üdvözlés)

- Añjali Mudrā
- Meghajlás
- Arcra puszi
- Eszkimó puszi
- Ökölpacsi
- Kézcsók
- Kézfogás
- Kalapemelés
- Pacsi
- Ölelés
- Kowtow
- Mano
- Namaste
- Pranāma
- Orrérintés
- Tisztelgés
- Sampeah
- Tehniyat
- Integetés
- Wai

## Fordítás
Ez a szócikk részben vagy egészben  a   Greeting című angol Wikipédia-szócikk ezen változatának fordításán alapul.  Az eredeti cikk szerkesztőit annak laptörténete sorolja fel. Ez a jelzés csupán a megfogalmazás eredetét és a szerzői jogokat jelzi, nem szolgál a cikkben szereplő információk forrásmegjelöléseként.